# Bematistes plagioscia
Bematistes plagioscia är en fjärilsart som beskrevs av Bethune-Baker 1908. Bematistes plagioscia ingår i släktet Bematistes och familjen praktfjärilar. Inga underarter finns listade i Catalogue of Life.